# 五軒家町
五軒家町（ごけんやちょう）は、愛知県名古屋市昭和区の地名。丁目の設定はない。住居表示未実施。

## 地理
名古屋市昭和区中央南部に位置する。西は檀渓通、北は駒方町に接する。

## 歴史

### 地名の由来
広路町の旧字名に由来する。藤成新田開発当時、八事丘陵の裾野にあった5軒の集落があったことによるという。

### 沿革
- 1931年（昭和6年）4月11日 - 中区広路町の一部により、同区五軒家町として成立[4]。
- 1937年（昭和12年）10月1日 - 昭和区成立に伴い、同区五軒家町となる[4]。

## 世帯数と人口
2019年（平成31年）1月1日現在の世帯数と人口は以下の通りである。
| 町丁     | 世帯数  | 人口    |
| -------- | ------- | ------- |
| 五軒家町 | 507世帯 | 1,001人 |

### 人口の変遷
国勢調査による人口の推移
| 1950年（昭和25年） | 653人   | [ 5 ]     |  |
| 1955年（昭和30年） | 743人   | [ 5 ]     |  |
| 1960年（昭和35年） | 942人   | [ 6 ]     |  |
| 1965年（昭和40年） | 1,034人 | [ 6 ]     |  |
| 1970年（昭和45年） | 1,174人 | [ 7 ]     |  |
| 1975年（昭和50年） | 1,172人 | [ 7 ]     |  |
| 1980年（昭和55年） | 1,164人 | [ 8 ]     |  |
| 1985年（昭和60年） | 1,037人 | [ 8 ]     |  |
| 1990年（平成2年）  | 1,035人 | [ 9 ]     |  |
| 1995年（平成7年）  | 1,119人 | [ 10 ]    |  |
| 2000年（平成12年） | 1,118人 | [ WEB 6 ] |  |
| 2005年（平成17年） | 1,190人 | [ WEB 7 ] |  |
| 2010年（平成22年） | 1,181人 | [ WEB 8 ] |  |
| 2015年（平成27年） | 1,223人 | [ WEB 9 ] |  |

## 学区
市立小・中学校に通う場合、学校等は以下の通りとなる。また、公立高等学校に通う場合の学区は以下の通りとなる。
| 番・番地等 | 小学校               | 中学校               | 高等学校 |
| ---------- | -------------------- | -------------------- | -------- |
| 全域       | 名古屋市立八事小学校 | 名古屋市立駒方中学校 | 尾張学区 |

## 交通
- 名古屋市道隼人町線[2]

## 施設
- 浄土宗尚文寺[2]
- 神明社[2]
- 南山中学校・高等学校男子部[2]
- 名古屋市立八事小学校[2]
- 南山大学附属小学校

- 南山中学校・高等学校男子部
- 南山大学附属小学校

## その他

### 日本郵便
- 郵便番号 : 466-0838[WEB 3]（集配局：昭和郵便局[WEB 12]）。

### WEB
1. 1 2  “愛知県名古屋市昭和区の町丁・字一覧”.   人口統計ラボ. 2016年2月12日閲覧。
2. 1 2  “町・丁目(大字)別、年齢(10歳階級)別公簿人口(全市・区別)”.   名古屋市 (2019年1月23日). 2019年1月23日閲覧。
3. 1 2  “郵便番号”.  日本郵便. 2019年1月6日閲覧。
4. ↑  “市外局番の一覧”.   総務省. 2019年1月6日閲覧。
5. ↑  名古屋市役所市民経済局地域振興部住民課町名表示係 (2015年10月21日). “昭和区の町名一覧”.   名古屋市. 2016年1月29日閲覧。
6. ↑  名古屋市役所総務局企画部統計課統計係 (2005年7月1日). “（刊行物）名古屋の町(大字)・丁目別人口 (平成12年国勢調査) 昭和区” (xls). 2015年10月15日閲覧。
7. ↑  名古屋市役所総務局企画部統計課統計係 (2007年6月27日). “（刊行物）名古屋の町(大字)・丁目別人口 (平成17年国勢調査) (7)昭和区(第1表から第3表）” (xls). 2015年10月15日閲覧。
8. ↑  名古屋市役所総務局企画部統計課統計係 (2012年4月22日). “（刊行物）名古屋の町(大字)・丁目別人口 (平成22年国勢調査) (7)昭和区(第1表から第3表）” (xls). 2015年10月15日閲覧。
9. ↑  名古屋市役所総務局企画部統計課統計係 (2016年3月31日). “（刊行物）名古屋の町(大字)・丁目別人口 (平成27年国勢調査) (7)昭和区(第1表から第3表）” (xls). 2016年7月28日閲覧。
10. ↑  “市立小・中学校の通学区域一覧”.   名古屋市 (2018年11月10日). 2019年1月14日閲覧。
11. ↑  “平成29年度以降の愛知県公立高等学校（全日制課程）入学者選抜における通学区域並びに群及びグループ分け案について”.   愛知県教育委員会 (2015年2月16日). 2019年1月14日閲覧。
12. ↑  郵便番号簿 平成29年度版 - 日本郵便. 2019年01月06日閲覧 (PDF)

### 書籍
1. ↑  名古屋市計画局 1992.
2. 1 2 3 4 5 6 7  「角川日本地名大辞典」編纂委員会 1989, p. 1458.

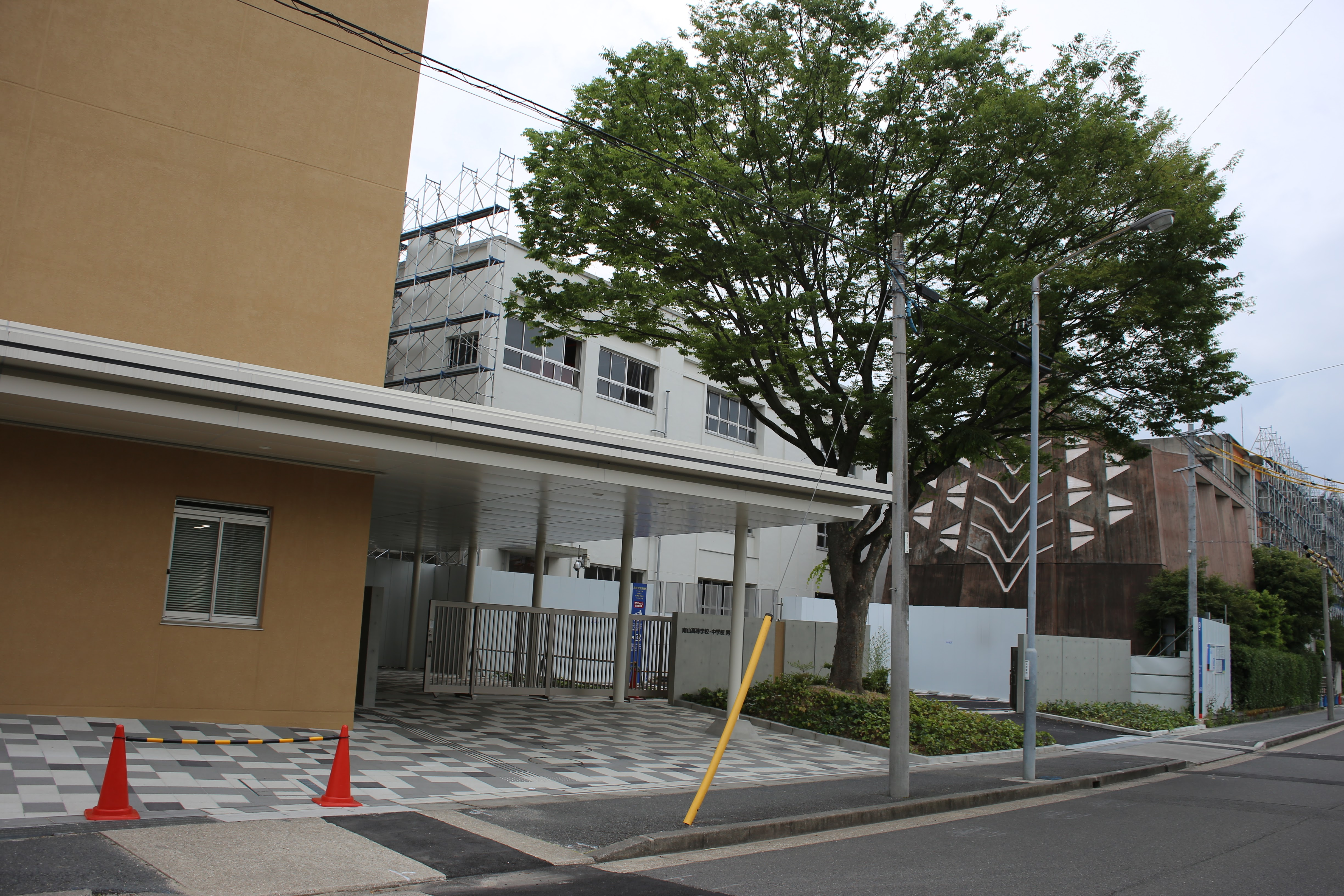
南山中学校・高等学校男子部
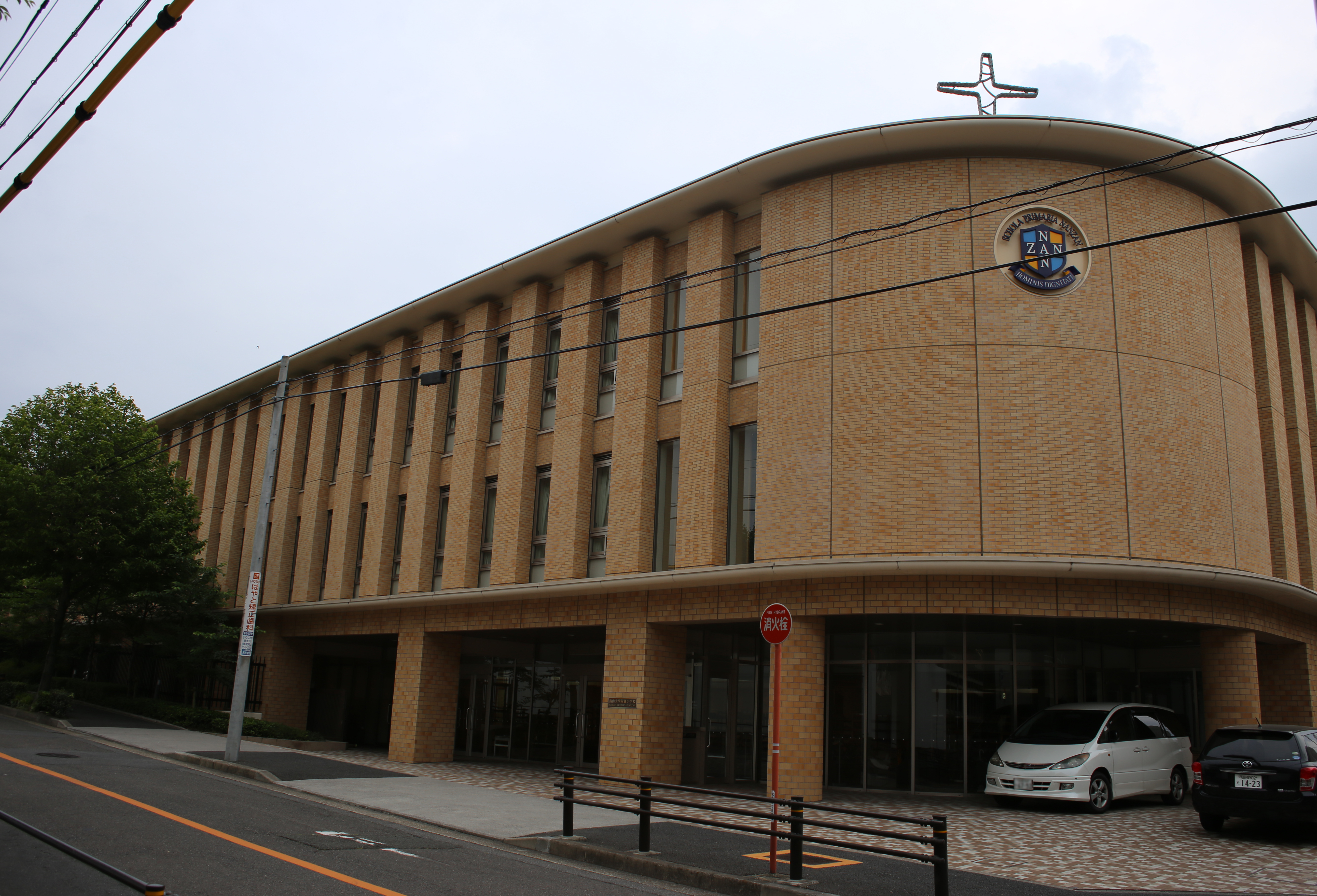
南山大学附属小学校

3. 1 2  名古屋市計画局 1992, p. 354.
4. 1 2  名古屋市計画局 1992, p. 795.
5. 1 2  名古屋市総務局企画室統計課 1957, p. 83.
6. 1 2  名古屋市総務局企画部統計課 1967, p. 76.
7. 1 2  名古屋市総務局統計課 1977, p. 50.
8. 1 2  名古屋市総務局統計課 1986, p. 70.
9. ↑  名古屋市総務局企画部統計課 1991, p. 36.
10. ↑  名古屋市総務局企画部統計課 1996, p. 101.

### 統計資料
- 名古屋市総務局企画室統計課 編『昭和31年版 名古屋市統計年鑑』名古屋市、1957年。
- 名古屋市総務局企画部統計課 編『昭和41年版 名古屋市統計年鑑』名古屋市、1967年。
- 名古屋市総務局統計課 編『昭和51年版 名古屋市統計年鑑』名古屋市、1977年。
- 名古屋市総務局統計課 編『昭和60年国勢調査 名古屋の町・丁目別人口（昭和60年10月1日現在）』名古屋市役所、1986年。
- 名古屋市総務局企画部統計課 編『平成2年国勢調査 名古屋の町（大字）別・年齢別人口（平成2年10月1日現在）』名古屋市役所、1994年。
- 名古屋市総務局企画部統計課 編『平成7年国勢調査 名古屋の町（大字）・丁目別人口（平成7年10月1日現在）』名古屋市役所、1996年。